# Звучна венечна странична приблизителна съгласна
Звучната венечна странична приблизителна съгласна е вид съгласен звук, използван в някои говорими езици. В Международната фонетична азбука той се отбелязва със символа l. В българския това е мекият звук, обозначаван със „л“ (в позиции със смекчаване – пред „е“, „и“, „ю“, „я“ или „ь“).
Звучната венечна странична приблизителна съгласна се използва в езици като английски (let, [lɛt]), италиански (letto, [ˈlɛt̪ːo]), полски (pole, [ˈpɔlɛ]), словашки (mĺkvy, [ˈml̩ːkʋi]|, украински (обличчя, [oˈblɪt͡ʃːɐ]).